# Península de Gazelle

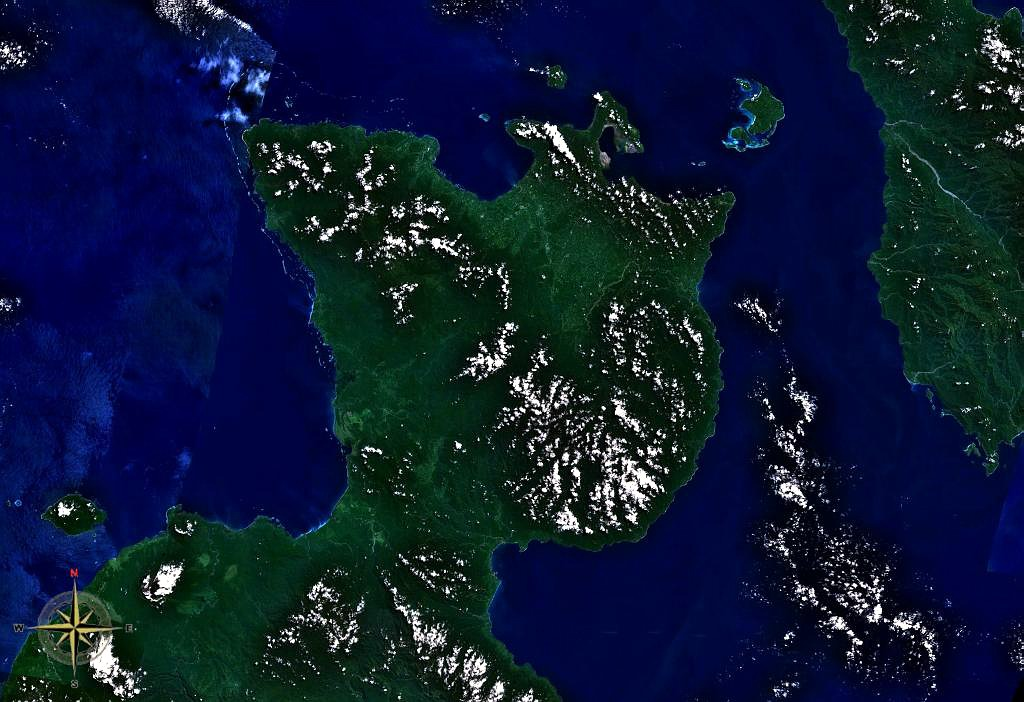
Vista de la península de Gazelle desde el espacio.

La península de Gacela es una gran península en el noreste de Nueva Bretaña Oriental, Papúa Nueva Guinea situada en la isla de Nueva Bretaña dentro del archipiélago de Bismarck, situada en el suroeste del océano Pacífico.
La caldera de Rabaul está situada en el extremo norte de la península. 
Sobre la península de Gacela están las montañas Baining, de las cuales el punto más alto (2.438 metros) es el monte Sinewit. 
La península de la Gacela alberga el cráter Vulcano (volcán) y el monte Tavurvur, que tuvieron erupciones volcánicas en los siglos XX y XXI y han proporcionado suelos extremadamente fértiles.
El cuerpo de la península de la Gacela tiene unos 80 kilómetros.
El istmo sur en el que la península de Gazelle está conectada al cuerpo principal de Nueva Bretaña Oriental se reduce a unos 32 kilómetros.

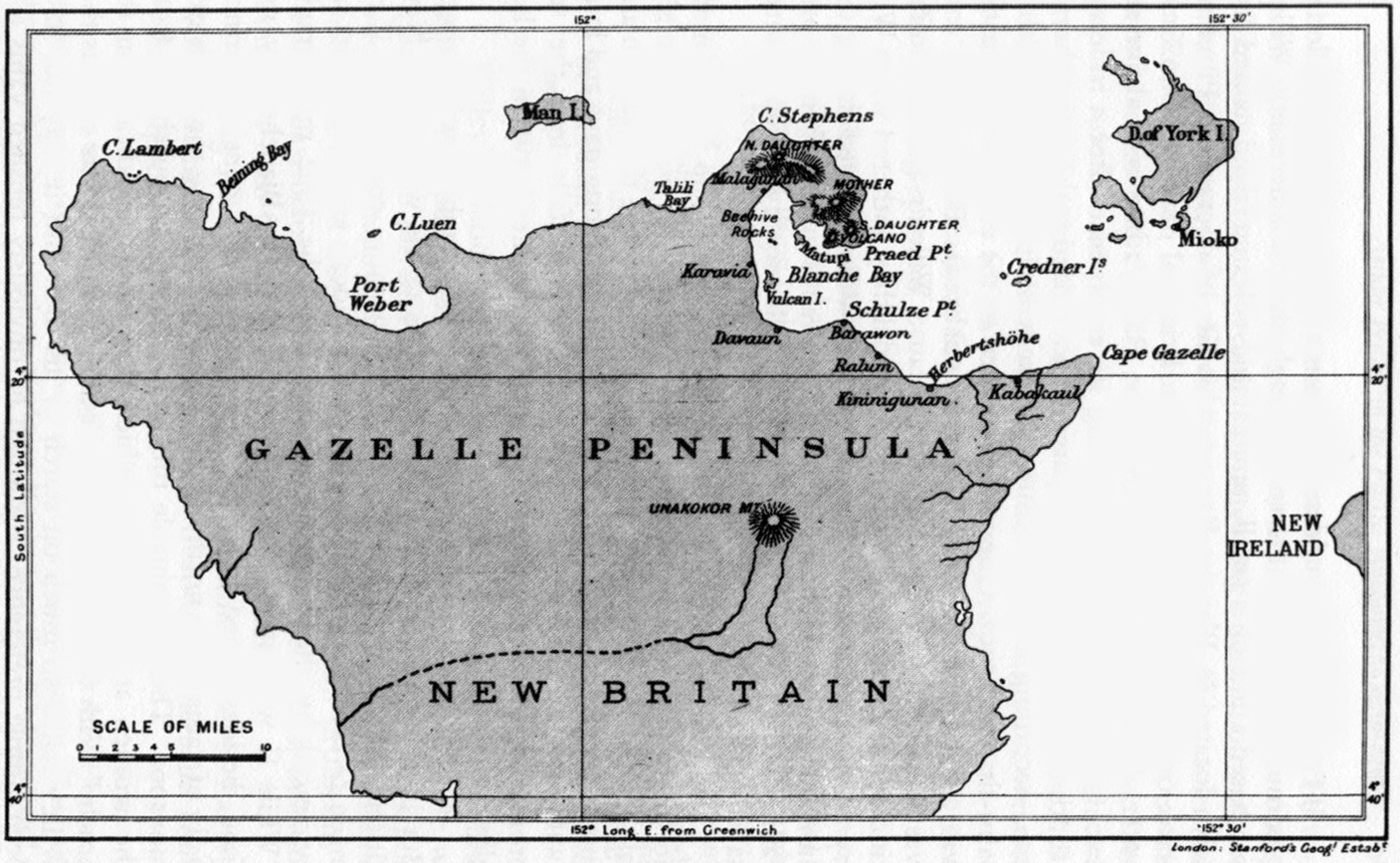
Mapa de la península de Gazelle, 1912